# Ercole Ferrata
Pour les articles homonymes, voir Ferrata.
Ercole Ferrata (né en 1610 à Côme et mort le 10 juillet 1686 à Rome) est un sculpteur baroque italien.

## Biographie
Ercole Ferrata travaille d'abord à Naples et L'Aquila avant de venir à Rome, où il arrive à la fin des années 1640, accompagné de son élève Melchiorre Gafa.
En 1647, il travaille pour le Bernin à la basilique Saint-Pierre, puis en 1653 avec Antonio Raggi sur la tombe de Pimentel dessinée par le Bernin dans la Basilique Sainte-Marie-Majeure. Ferrata a également poursuivi le travail laissé inachevé par Alessandro Algardi à sa mort, à Saint-Nicolas de Tolentino.
Dans l'église de Sant'Agnese in Agone, on lui attribue une statue de Sainte Agnès mourante et un marbre représentant la Lapidation de sainte Émerentienne. Sur la place de la Minerve, il aurait exécuté l'éléphant qui porte l'obélisque.
Avec le peintre Ciro Ferri, il fut directeur de l'Académie grand-ducale à Rome, instituée en 1673 par Cosme III de Médicis.

## Images

Ercole Ferrata
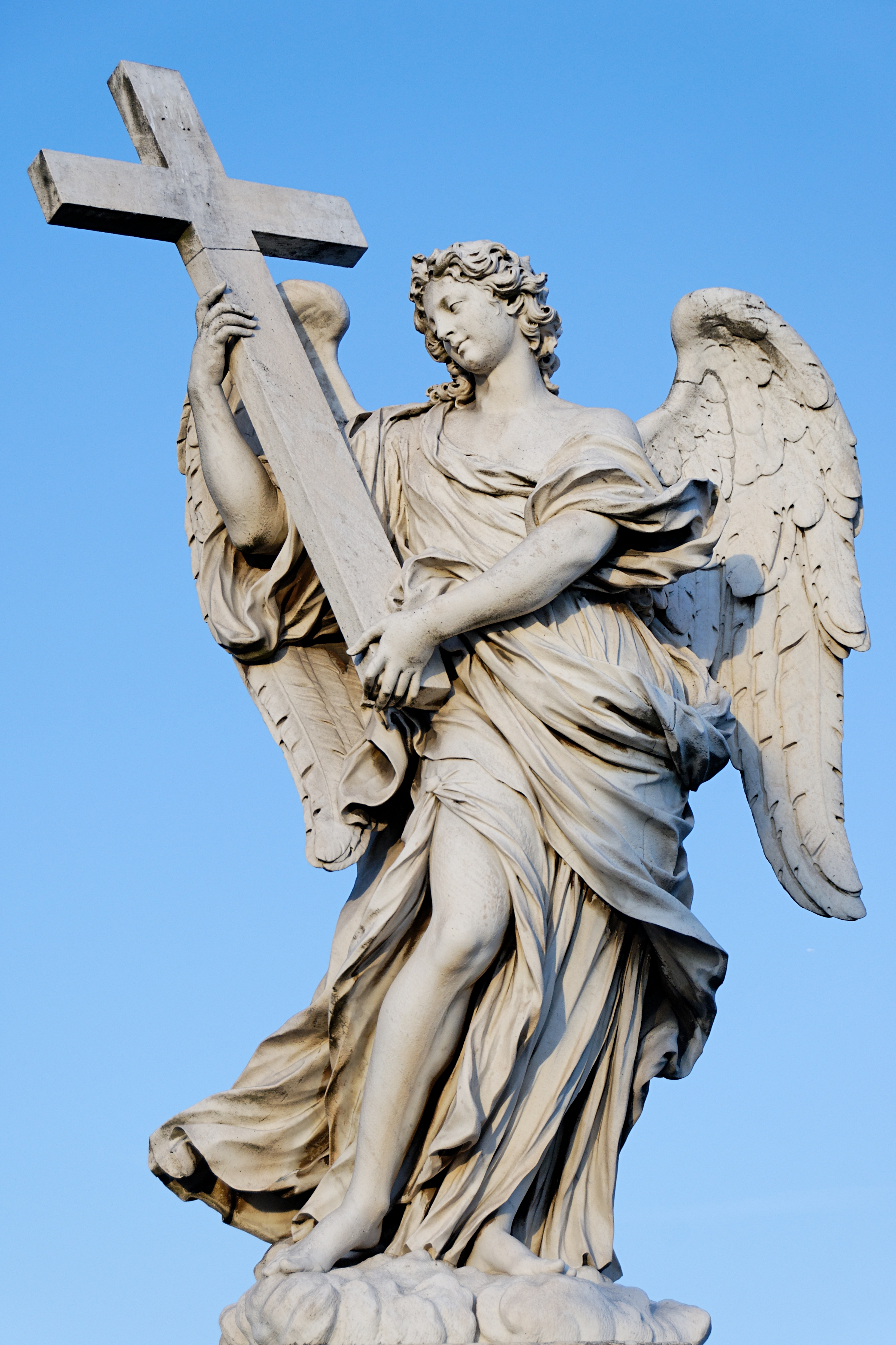
Ange portant la croix, pont Saint-Ange, Rome
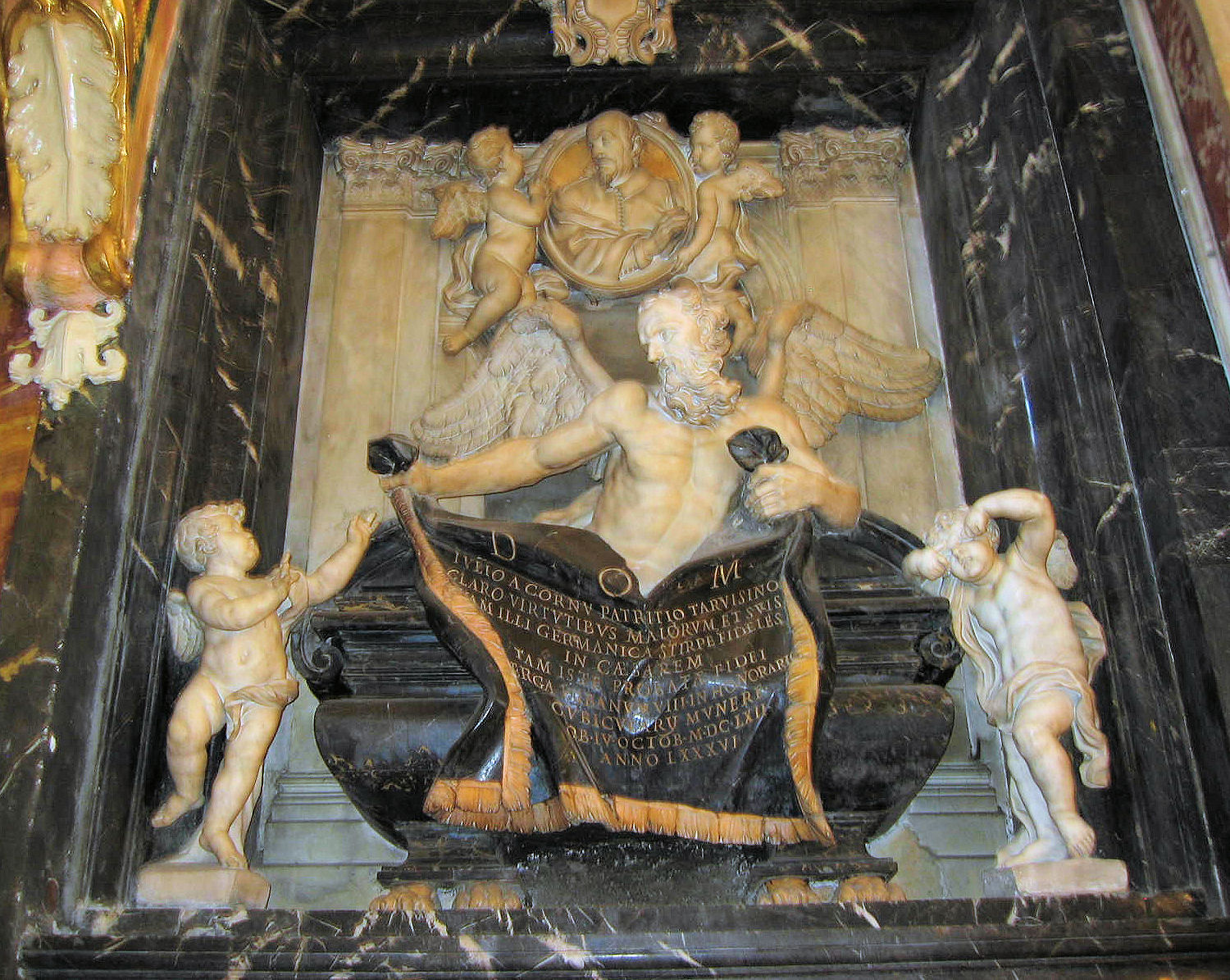
Monument à Giulio Del Corno,  église Gesù e Maria, Rome.
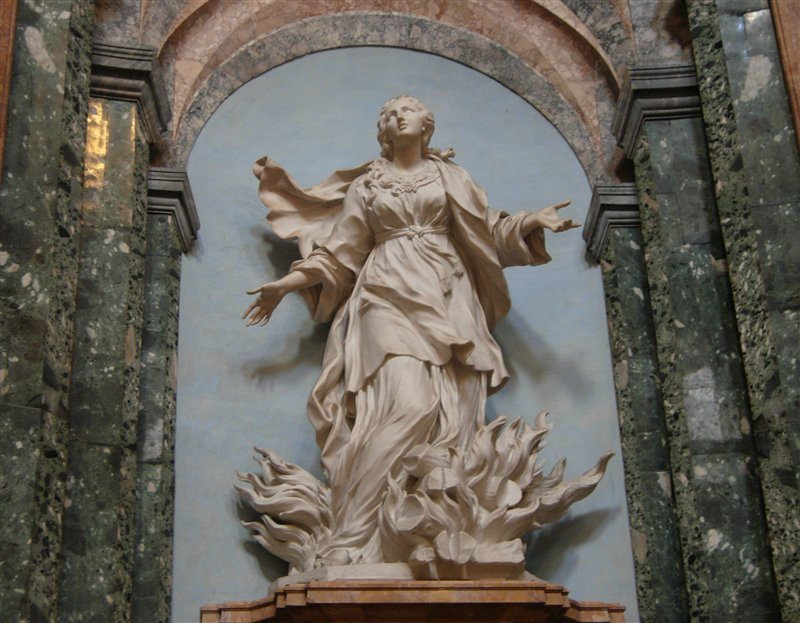
Sant'Agnese , église Sainte-Agnès-en-Agone.
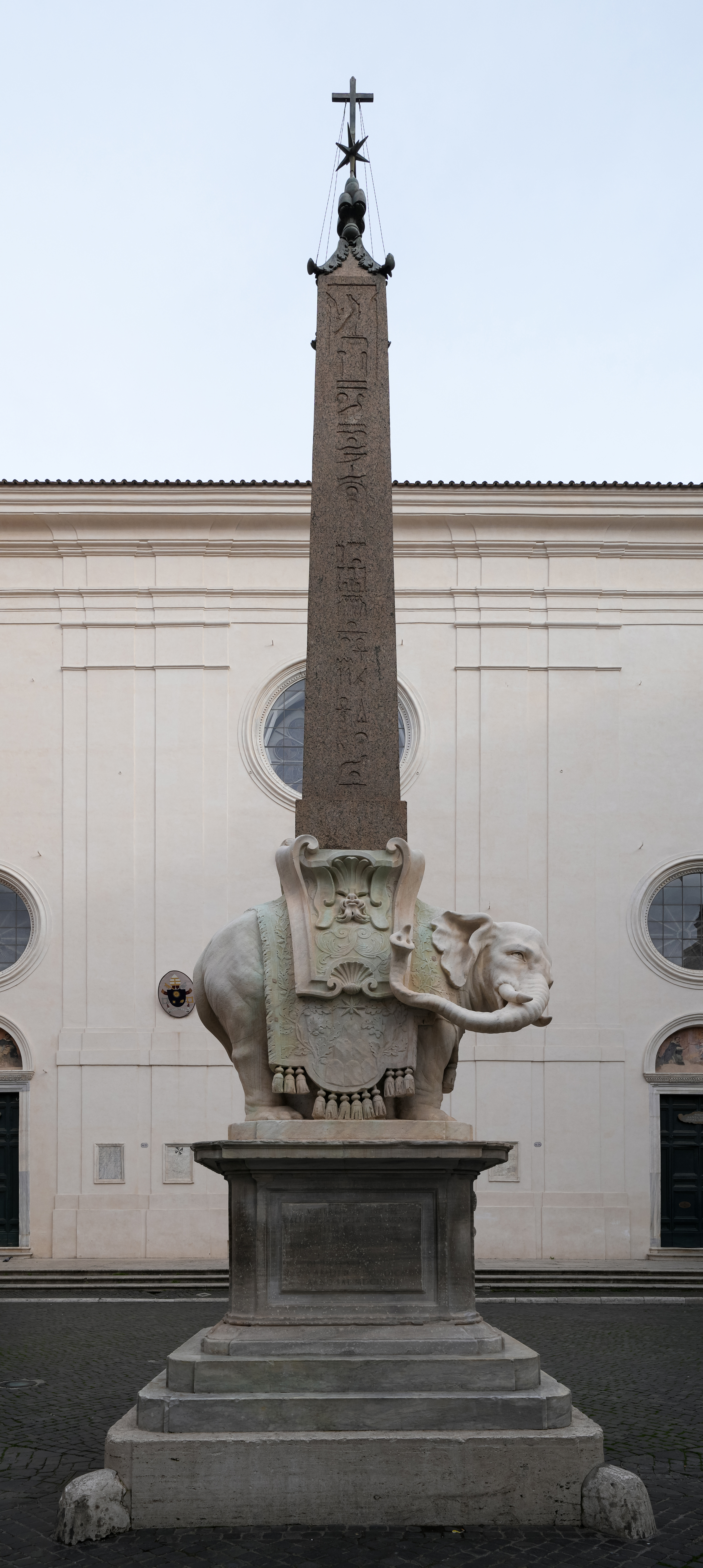
Obelisque et éléphant, Place de la Minerve, Rome.